# Velika nagrada San Marina 1994
Velika nagrada San Marina 1994 je bila tretja dirka Svetovnega prvenstva Formule 1 v sezoni 1994. Odvijala se je 1. maja 1994 na dirkališču Autodromo Enzo e Dino Ferrari v Imoli, Italija.
Dirkaški vikend sta zaznamovali smrtni nesreči Avstrijca Rolanda Ratzenbergerja in trikratnega prvaka Ayrtona Senne, ob tem pa še več nesreč in poškodb. Dolgoletni komentator BBCja Murray Walker ga je opisal kot najbolj tragičen dirkaški konec tedna, ki se ga spominja.
Michael Schumacher je nato dirko dobil. Na tiskovni konferenci po dirki je povedal, da mu ta zmaga ne prinaša nobenega zadovoljstva ali veselja, zaradi vseh tragičnih dogodkov med koncem tedna. Nicola Larini je osvojil svoje prve točke in edino uvrstitev na stopničke v karieri z drugim mestom. Mika Häkkinen je osvojil tretje mesto.
Dirka je povzročila večjo skrb za varnost v Formuli 1. Vodila je k prenovitvi Združenja dirkačev in izboljšanju varnosti mnogih dirkališč ter tudi dirkalnikov. Po dirki so bile sprejete spremembe pravil, predvsem glede krilc, ki so upočasnjevale dirkalnike. Novo zgrajene steze pa morajo od takrat imeti velike peščene izletne cone na nevarnih delih, da upočasnijo dirkalnik pred trčenjem v ogrado.
Senna je bil pokopan v Braziliji z državniškimi častmi, pogreba pa se je udeležilo okrog pol milijona ljudi. Italijansko tožilstvo je obtožilo šest ljudi smrti iz malomarnosti v povezavi s smrtno nesrečo Senne, toda vsi so bili oproščeni.

## Poročilo

### Kvalifikacije
V petek, 29. aprila, je na kvalifikacijah Rubens Barrichello z Jordanom v ovinku Variante Bassa pri 225 km/h zadel ob robnik in dirkalnik je dvignilo. Priletel je na vrh zidu iz zaščitnih gum in padel v nezavest. Njegov dirkalnik je večkrat obrnilo, nato pa je pristal obrnjen na glavo. Zdravniško osebje je prihitelo na mesto nesreče in ga odpeljalo v bolnišnico. Že naslednji dan se je kljub zlomljenem nosu in mavčni oblogi na roki vrnil na sestanek dirkačev, toda ni smel nastopiti na dirki. Damon Hill, ki je nastopal z Williams-Renaultom, je deset let kasneje opisal svoje občutke ob nesreči: »Vsi smo se prepričevali, da so naši dirkalniki trdni kot tanki ter da se ne moremo poškodovati, in nadaljevali s kvalifikacijami.«
Po dvajsetih minutah glavnega dela kvalifikacij, je Roland Ratzenberger izgubil nadzor nad svojim 
Simtekom, ko se je bližal ovinku Villeneuve curva. Zadel je v zid in, čeprav je školjka ostala cela, si je ob močnem udarcu zlomil vrat. Ratzenberger, za katerega je bila to prva sezona v Formuli 1, je vozil s hitrostjo 306 km/h, ko se mu je ob udarcu v robnik krog prej poškodovalo sprednje krilce. Kvalifikacije so bile prekinjene in zadnjih 40 minut nekoliko kasneje niso več vozili. Kasneje je prišla novica, da je Ratzenberger v bolnišnici podlegel poškodbam. To je bila prva smrtna nesreča na dirki Formule 1 od Velike nagrade Kanade 1982, ko se je smrtno ponesrečil Riccardo Paletti. Minilo je osem let od kar se je Elio de Angelis smrtno ponesrečil na testiranju z dirkalnikom Brabham na francoskem dirkališču Paul Ricard.
Profesor Sid Watkins, takrat vodja zdravniške ekipe na dirkah Formule 1, v svojih spominih opisuje reakcijo Ayrtona Senne na novico o smrti Ratzenbergerja: »Ayrton se je zlomil in zjokal na moji rami.« Watkins je poskušal prepričati Senno naj ne dirka naslednji dan z besedami :»Kaj moraš še storiti. Trikrat si postal prvak in si očitno najhitrejši dirkač. Pojdiva raje na ribolov.«, toda Ayrton je vztrajal: »Sid, obstajajo nekatere stvari na katere nimamo vpliva. Ne morem odnehati, moram nadaljevati.«
Senna je na kvalifikacijah osvojil najboljši štartni položaj pred vodilnim v prvenstvu, Michaelom Schumacherjem. Gerhard Berger je osvojil tretje, Sennin moštveni kolega, Damon Hill, pa četrto štartno mesto. Ratzenbergerjev čas, ki ga je postavil pred nesrečo, bi mu prinesel 26. štartno mesto.

### Dirka

#### Prvi štart
Na štartu je J.J. Lehtu ugasnil dirklnik. Pedro Lamy, ki je štartal iz zadnjega dela ga ni opazil in trčil vanj, ob tem so deli dirkalnikov leteli po zraku. Delci so celo prileteli čez ograjo in devet gledalcev je bilo lažje poškodovanih.
Ta nesreča je povzročila prihod varnostnega avtomobila na stezo, da je med čiščenjem steze upočasnil dirkače. Zaradi počasnejše vožnje so se pnevmatike ohladile. Pred dirko na sestanku dirkačev, sta Senna in Gerhard Berger izpostavila pomisleke, da varnostni avto ne vozi dovolj hitro za ohranitev dovolj visoke temperature pnevmatik.
Ko je bila steza očiščena vseh delcev, se je varnostni avto umaknil in dirka se je nadaljevala z letečim štartom. Dva kroga kasneje pa je Ayrton Senna, ki je vodil tik pred Michaelom Schumacherjem, v ovinku Tamburello zletel s steze pri 306 km/h, nato pa pri 211 km/h trčil v zid. 
Ob 14:17 po lokalnem času, je bila razobešena rdeča zastava, ki je pomenila prekinitev dirke, in Sid Watkins je prišel na mesto nesreče. Ob rdeči zastavi morajo vsi dirkači počasi zapeljati v bokse, da naredijo prostor za reševalna vozila. Moštvo Larrousse je pomotoma spustila enega svojih dirkačev, Érika Comasa, nazaj na stezo, kljub temu da je bila še vedno zaprta zaradi rdeče zastave. Delavci ob progi so mu močno signalizirali z zastavami naj upočasni, saj se je bližal mestu nesreče s praktično polno hitrostjo. Comas se je izognil vsem ljudem in vozilom na progi in se tudi umaknil z dirke. Senno so dvignili iz uničenega Williamsa in s helikopterjem odpeljali v bolnišnico pri Bologni. 37 minut po nesreči, ob 14:55 po lokalnem času, se je dirka nadaljevala s ponovnim štartom.

#### Drugi štart
Rezultati dirke so bili določeni iz seštevka časov obeh štartov dirkačev. Po ponovnem štartu je povedel Gerhard Berger, toda Schumacher je skupno še vedno vodil zaradi časovne prednosti pred Bergerjem ob prekinitvi dirke. Schumacher je v dvanajstem krogu prešel v vodstvo, štiri kroge kasneje pa je Berger odstopil. Larini je po postanku Schumacherja za kratko prišel v vodstvo, toda le do svojega postanka.
Deset krogov pred koncem dirke je Michelu Alboretu pri izvozu iz boksov odpadlo zadnje desno kolo Minardija, ki je poškodovalo po dva mehanika Ferrarija in Lotusa.
Michael Schumacher je zmagal pred Nicolom Larinijem in Miko Häkkinenom, tako da je osvojil vseh 30 točk po treh dirkah v sezoni 1994. To je bila edina uvrstitev na stopničke za Larinija in njegova prva od le dveh uvrstitev v točke v karieri. Na stopničkah za zmagovalce po dirki v spoštovanje do Rolanda Ratzenbergerja in Ayrtona Senne ni prišlo do škropljenja s šampanjcem.

### Po dirki
Dve uri in 20 minut po tem, ko je Schumacher prevozil ciljno črto, ob 18:40 po lokalnem času, je dr. Maria Theresa Fiandri oznanil, da je umrl Ayrton Senna. Uradni čas njegove smrti je bil 14:17 po lokalnem času, kar je pomenilo, da je Senna umrl takoj po trčenju. Vzrok smrti je bil delec vzmetenja, ki je predrl čelado in Sennino lobanjo.
Steza, po kateri so dirkali leta 1994 in je bila v uporabi od leta 1981, ni bila nikoli več uporabljena na dirkah Formule 1. Po dirki so jo močno spremenili, tudi ovinek Tamburello - med drugim tudi kraj hude nesreče Gerharda Bergerja leta 1989 - ki je bil iz hitrega ovinka spremenjen v veliko počasnejšo šikano. FIA je tudi spremenila pravila glede dirkalnika, tako da so morala vsa moštva za naslednjo sezono zgraditi povsem nov dirkalnik. Pomisleki Senne in Bergerja na jutranjem sestanku dirkačev naj bi bili obravnavani pred naslednjo dirko za veliko nagrado Monaka, in naj bi vodili v reformo Združenja dirkačev (GPDA), ki je bilo ustanovljeno leta 1961, toda razpuščeno leta 1982. Glavni cilj reforme je bil, da bi dirkači lahko razpravljali o varnostnih vprašanjih in izboljšanjem varnostnih standardov. Prvi štartni mesti na naslednji dirki v Monaku sta bili v spomin obeh umrlih dirkačev obarvani v barvah Brazilske in Avstrijske zastave. Pred dirko pa je bila v njun spomin še minuta molka.
Senna je bil pokopan z državniškimi častmi v brazilskem São Paulu 5. maja 1994. Okrog pol milijona ljudi se je zbralo ob ulicah, po katerih so nesli krsto. Večina ljudi iz sveta Formule 1 se je udeležila pogreba, predsednik FIE, Max Mosley, pa se je udeležil pogreba Ratzenbergerja. Na tiskovni konferenci deset let kasneje je povedal: »Šel sem na njegov pogreb, ker so vsi drugi šli na pogreb Senne.«
Italijansko tožilstvo je obdolžilo šest ljudi v povezavi s smrtno nesrečo Ayrtona Senne, To so bili Frank Williams, Patrick Head in Adrian Newey iz Williamsa; Fedrico Bendinelli kot predstavnik lastnikov dirkališča Autodromo Enzo e Dino Ferrari, Giorgio Poggi kot direktor dirkališča in Roland Bruynserarde kot direktor dirke. Toda vsi so bili oproščeni povzročitve smrti iz malomarnosti. Predmet obtožbe je bil tudi del volanskega sistema, ko je bil najprej odstranjen, nato pa na Sennino željo privarjen nazaj. Sodišče je ugotovilo, da je ravno polomljen volanski drog povzročil nesrečo.
Po oprostilni sodbi je sledila pritožba proti Patricku Headu in Adrianu Neweyu. 22. novembra 1999 ju je sodišče ponovno oprostilo, ker ni bilo pridobljenih nobenih novih dokazov, toda zaradi poškodb dirkalnika iz črne skrinjice ni bilo mogoče pridobiti vseh podatkov, pa tudi 1.6 sekunde videa s kamere na dirkalniku Senne. Sledila je še ena pritožba, toda 27. maja 2005 sta bila Head in Newey ponovno oproščena.

## Rezultati

### Kvalifikacije
| Poz | Št | Dirkač                | Konstruktor       | Čas      | Zaostanek |
| --- | -- | --------------------- | ----------------- | -------- | --------- |
| 1   | 2  | Ayrton Senna          | Williams-Renault  | 1:21,548 | —         |
| 2   | 5  | Michael Schumacher    | Benetton-Ford     | 1:21,885 | +0,337    |
| 3   | 28 | Gerhard Berger        | Ferrari           | 1:22,113 | +0,565    |
| 4   | 0  | Damon Hill            | Williams-Renault  | 1:22,168 | +0,620    |
| 5   | 6  | Jyrki Järvilehto      | Benetton-Ford     | 1:22,717 | +1,169    |
| 6   | 27 | Nicola Larini         | Ferrari           | 1:22,841 | +1,293    |
| 7   | 30 | Heinz-Harald Frentzen | Sauber-Mercedes   | 1:23,119 | +1,571    |
| 8   | 7  | Mika Häkkinen         | McLaren-Peugeot   | 1:23,140 | +1,592    |
| 9   | 3  | Ukjo Katajama         | Tyrrell-Yamaha    | 1:23,322 | +1,774    |
| 10  | 29 | Karl Wendlinger       | Sauber-Mercedes   | 1:23,347 | +1,799    |
| 11  | 10 | Gianni Morbidelli     | Footwork-Ford     | 1:23,663 | +2,115    |
| 12  | 4  | Mark Blundell         | Tyrrell-Yamaha    | 1:23,703 | +2,155    |
| 13  | 8  | Martin Brundle        | McLaren-Peugeot   | 1:23,858 | +2,310    |
| 14  | 23 | Pierluigi Martini     | Minardi-Ford      | 1:24,078 | +2,530    |
| 15  | 24 | Michele Alboreto      | Minardi-Ford      | 1:24,276 | +2,728    |
| 16  | 9  | Christian Fittipaldi  | Footwork-Ford     | 1:24,472 | +2,924    |
| 17  | 25 | Éric Bernard          | Ligier-Renault    | 1:24,678 | +3,130    |
| 18  | 20 | Érik Comas            | Larrousse-Ford    | 1:24,852 | +3,304    |
| 19  | 26 | Olivier Panis         | Ligier-Renault    | 1:24,996 | +3,448    |
| 20  | 12 | Johnny Herbert        | Lotus-Mugen-Honda | 1:25,114 | +3,566    |
| 21  | 15 | Andrea de Cesaris     | Jordan-Hart       | 1:25,234 | +3,686    |
| 22  | 11 | Pedro Lamy            | Lotus-Mugen-Honda | 1:25,295 | +3,747    |
| 23  | 19 | Olivier Beretta       | Larrousse-Ford    | 1:25,991 | +4,443    |
| 24  | 31 | David Brabham         | Simtek-Ford       | 1:26,817 | +5,269    |
| 25  | 34 | Bertrand Gachot       | Pacific-Ilmor     | 1:27,143 | +5,595    |
| 26  | 32 | Roland Ratzenberger   | Simtek-Ford       | 1:27,584 | +6,036    |
| 27  | 33 | Paul Belmondo         | Pacific-Ilmor     | 1:27,881 | +6,333    |
| 28  | 14 | Rubens Barrichello    | Jordan-Hart       | —        | —         |

### Dirka
| Poz | Št | Dirkač                | Konstruktor       | Krogi | Čas/Odstop     | Št. m. | Toč |
| --- | -- | --------------------- | ----------------- | ----- | -------------- | ------ | --- |
| 1   | 5  | Michael Schumacher    | Benetton-Ford     | 58    | 1:28:28,642    | 2      | 10  |
| 2   | 27 | Nicola Larini         | Ferrari           | 58    | + 54,942 s     | 6      | 6   |
| 3   | 7  | Mika Häkkinen         | McLaren-Peugeot   | 58    | + 1:10,679     | 8      | 4   |
| 4   | 29 | Karl Wendlinger       | Sauber-Mercedes   | 58    | + 1:13,658     | 10     | 3   |
| 5   | 3  | Ukjo Katajama         | Tyrrell-Yamaha    | 57    | +1 krog        | 9      | 2   |
| 6   | 0  | Damon Hill            | Williams-Renault  | 57    | +1 krog        | 4      | 1   |
| 7   | 30 | Heinz-Harald Frentzen | Sauber-Mercedes   | 57    | +1 krog        | 7      |     |
| 8   | 8  | Martin Brundle        | McLaren-Peugeot   | 57    | +1 krog        | 13     |     |
| 9   | 4  | Mark Blundell         | Tyrrell-Yamaha    | 56    | +2 kroga       | 12     |     |
| 10  | 12 | Johnny Herbert        | Lotus-Mugen-Honda | 56    | +2 kroga       | 20     |     |
| 11  | 26 | Olivier Panis         | Ligier-Renault    | 56    | +2 kroga       | 19     |     |
| 12  | 25 | Éric Bernard          | Ligier-Renault    | 55    | +3 krogi       | 17     |     |
| 13  | 9  | Christian Fittipaldi  | Footwork-Ford     | 54    | Zavrten        | 16     |     |
| Ods | 15 | Andrea de Cesaris     | Jordan-Hart       | 49    | Zavrten        | 21     |     |
| Ods | 24 | Michele Alboreto      | Minardi-Ford      | 44    | Pnevmatika     | 15     |     |
| Ods | 10 | Gianni Morbidelli     | Footwork-Ford     | 40    | Motor          | 11     |     |
| Ods | 23 | Pierluigi Martini     | Minardi-Ford      | 37    | Zavrten        | 14     |     |
| Ods | 31 | David Brabham         | Simtek-Ford       | 27    | Zavrten        | 24     |     |
| Ods | 34 | Bertrand Gachot       | Pacific-Ilmor     | 23    | Motor          | 25     |     |
| Ods | 19 | Olivier Beretta       | Larrousse-Ford    | 17    | Motor          | 23     |     |
| Ods | 28 | Gerhard Berger        | Ferrari           | 16    | Vzmetenje      | 3      |     |
| Ods | 2  | Ayrton Senna          | Williams-Renault  | 5     | Smrtna nesreča | 1      |     |
| Ods | 20 | Érik Comas            | Larrousse-Ford    | 5     | Vibracije      | 18     |     |
| Ods | 6  | Jyrki Järvilehto      | Benetton-Ford     | 0     | Trčenje        | 5      |     |
| Ods | 11 | Pedro Lamy            | Lotus-Mugen-Honda | 0     | Trčenje        | 22     |     |
| DNS | 32 | Roland Ratzenberger   | Simtek-Ford       |       | Smrtna nesreča | 26     |     |
| DNQ | 14 | Rubens Barrichello    | Jordan-Hart       |       | Poškodovan     | -      |     |
| DNQ | 33 | Paul Belmondo         | Pacific-Ilmor     |       |                | -      |     |